# 청년거리
청년거리(靑年거리, Youth Street)는 조선민주주의인민공화국의 수도 평양직할시 동대원구역과 선교구역을 지나 대동강구역에 연결되는 도로이다. 이 거리는 락랑거리(옛 이름 통일거리)에서 시작되어 문수거리까지 연결된다. 대략 4차선 정도 규모를 갖췄다.

## 주요 시설
- 대동강역
- 조선적십자종합병원
- 한덕수평양경공업대학